# جوش نايت
جوش نايت (بالإنجليزية: Josh Knight)‏ (7 سبتمبر 1997 في المملكة المتحدة - ) هو لاعب كرة قدم بريطاني في مركز الدفاع. لعب مع ليستر سيتي.

## وصلات خارجية
- جوش نايت على موقع قاعدة بيانات كرة القدم.إي يو (الإنجليزية)
- جوش نايت على موقع Soccerbase.com (لاعب) (الإنجليزية)
- جوش نايت على موقع Soccerway.com (الإنجليزية)